# Leptargyrtes tejamanilae
Leptargyrtes tejamanilae är en insektsart som beskrevs av Theodore Huntington Hubbell 1972. Leptargyrtes tejamanilae ingår i släktet Leptargyrtes och familjen grottvårtbitare. Inga underarter finns listade i Catalogue of Life.